# Santa Quitéria (microregio)
Santa Quitéria is een van de 33 microregio's van de Braziliaanse deelstaat Ceará. Zij ligt in de mesoregio Noroeste Cearense en grenst aan de mesoregio's Norte Cearense in het oosten en Sertões Cearenses in het zuiden en zuidwesten en de microregio's Ipu in het westen en Sobral in het noorden. De microregio heeft een oppervlakte van ca. 6018 km². Midden 2004 werd het inwoneraantal geschat op 70.428.
Drie gemeenten behoren tot deze microregio:
- Catunda
- Hidrolândia
- Santa Quitéria

Mesoregio's: Centro-Sul Cearense · Jaguaribe · Metropolitana de Fortaleza · Noroeste Cearense · Norte Cearense · Sertões Cearenses · Sul Cearense

Microregio's: Baixo Curu · Baixo Jaguaribe · Barro · Baturité · Brejo Santo · Canindé · Cariri · Caririaçu · Cascavel · Chapada do Araripe · Chorozinho · Coreaú · Fortaleza · Ibiapaba · Iguatu · Ipu · Itapipoca · Lavras da Mangabeira · Litoral de Aracati · Litoral de Camocim e Acaraú · Médio Curu · Médio Jaguaribe · Meruoca · Pacajus · Santa Quitéria · Serra do Pereiro · Sertão de Crateús · Sertão de Inhamuns · Sertão de Quixeramobim · Sertão de Senador Pompeu · Sobral · Uruburetama · Várzea Alegre